# Enteropsidae
Enteropsidae é uma família de copépodes pertencentes à ordem Cyclopoida.
Géneros:
- Enterocola van Beneden, 1860
- Enterocolides Chatton & Harant, 1922
- Enteropsis Aurivillius, 1885
- Lequerrea Chatton & Harant, 1924
- Mychophilus Hesse, 1865
- Mycophilus Hesse, 1865